# 野村良樹
野村 良樹（のむら よしき、1911年 - 1946年）は、日本の医学者、精神科医。旧制京都一中、旧制三高、京都帝国大学医学部卒業。

## 訳書
ウジェーヌ・ミンコフスキー『精神分裂病』（村上仁共訳） 弘文堂書房、1946年　